# Florin Cioabă
Florin Tănase Cioabă (n. 17 noiembrie 1954, Târgu Cărbunești, județul Gorj – d. 18 august 2013, Antalya, Turcia) a fost un cunoscut conducător al țiganilor, care s-a autoproclamat în anul 1997 ca „rege internațional al țiganilor”.

## Biografie
Florin Tănase Cioabă s-a născut la data de 17 noiembrie 1954 în orașul Târgu Cărbunești, județul Gorj, fiind fiul lui Ion Cioabă (1935-1997), bulibașă al țiganilor din România, care s-a autoproclamat în anul 1992 ca "rege internațional al țiganilor". S-a mutat împreună cu tatăl său în orașul Sibiu în anul 1963 și s-a căsătorit conform tradițiilor țigănești la vârsta de 14 ani, cu Marica. A absolvit mai târziu Seminarul Biblic „Betania” din Sibiu, devenind predicator penticostal. Tatăl său, "regele" Ion Cioabă a fost o persoană foarte bogată. În anul 1996, toată familia sa s-a lepădat de legea țigănească și s-a pocăit, trecând la cultul penticostal.
După moartea tatălui, Ion Cioabă, la data de 23 februarie 1997 în urma unui infarct miocardic, singurul său fiu, Florin Cioabă, a moștenit titlul de „rege al țiganilor de pretutindeni”, ceremonia sa de încoronare fiind celebrată tot de un penticostal, afiliat la Congregația Adunarea lui Dumnezeu-Assemblies of God din S.U.A. După afirmațiile proprii, el conducea o etnie de circa 3 milioane de cetățeni.
În perioada 1996-2000, Florin Cioabă a fost consilier județean de Sibiu. La alegerile locale din vara anului 2000, a candidat la funcția de primar al municipiului Sibiu din partea Centrului Creștin al Țiganilor, apoi la alegerile locale din iunie 2008 a ocupat primul loc pe listele Alianței pentru Unitatea țiganilor, pentru Consiliul Județean.

## "Rege" al țiganilor
Florin Cioabă a făcut parte din Forumul European al Țiganilor, deținând funcția de prim-vicepreședinte al Organizației Mondiale a Țiganilor (International Gipsy Union). El a fost proprietarul mai multor firme, care se ocupau cu prelucrarea metalelor neferoase - cupru, bronz etc. și confecționarea de folie și saci de polietilenă.
Ca și tatăl său, și Florin Cioabă a purtat coroană de aur și sceptru din aur masiv, împodobit cu rubine și smaralde, dar afirma că "cea mai importantă funcție a mea este aceea că mă consider un umil lucrător al Domnului Iisus Hristos", el fiind și predicator la o casă de rugăciune penticostală a țiganilor din cartierul Turnișor din Sibiu .
Florin Cioabă a condus o uniune de biserici penticostale (alcătuită din peste 100 de biserici - conform declarației sale), numită Centrul Creștin al Țiganilor, la care a predat în calitate de lector. El a afirmat că dorește să obțină o rapidă integrare a țiganilor, considerând că tradiționalele ghicitoare țigănci nu-și au locul în cadrul penticostalilor și încercând să-i convingă pe țigani să renunțe la salbele de aur.
"Regele" Cioabă a avut patru copii (doi băieți și două fete) și cinci nepoți.
În septembrie 2003, "regele" Florin Cioabă și-a măritat religios (în cultul penticostal) o fată, Ana-Maria Cioabă, pe atunci în vârstă de 12 ani, cu un tânăr pe nume Mihai Biriță, în vârstă de 15 ani, dând naștere la un scandal internațional în care Consiliul European și baroneasa Emma Nicholson (raportorul UE pentru România) au acuzat statul român de încălcarea atât a legislației românești, cât și a normelor internaționale. Comisia de anchetă a Direcției pentru Drepturile și Protecția Copilului din Sibiu a decis ca cei doi "soți" să locuiască separat și să înceteze orice relație de natură maritală, până când tinerii vor împlini vârsta legală pentru căsătorie. Florin Cioabă a acceptat această decizie. În decembrie 2005, el a declarat că vrea să schimbe una dintre cele mai bine înrădăcinate tradiții ale etniei țiganilor, încercând să-și convingă etnia să renunțe la căsniciile pornite de la vârste fragede.
Florin Cioabă s-a confruntat în cadrul minorității țiganilor din România cu existența unui "împărat" (Iulian Rădulescu) și a unui alt "rege internațional" (Ilie Badea Stănescu). El a afirmai că "Familia mea a condus întotdeauna etnia țiganilor. Toți știau cine este tatăl meu. Un președinte de partid se mai poate face, dar un rege nu, este deja bătaie de joc" .

## Opinii politice
"Regele" țiganilor, Florin Cioabă, a subliniat de mai multe ori faptul că țiganii sunt discriminați și săraci, iar autoritățile române nu au venit cu soluții concrete pentru rezolvarea acestor probleme. “Principala problemă a țiganilor este problema socială. Majoritatea țiganilor se confruntă cu probleme elementare: haine, încălțări, mâncare, apă etc. Se fac burse cu locuri de muncă pentru țigani, și asta este numai așa, o chestie de spectacol. Aproape nimeni nu angajează țigani. Dar ce este cel mai rău astăzi, este că în timpul lui Ceaușescu țiganii erau mai școliți, mai educați. Peste câțiva ani țiganii vor fi o masă de analfabeți.” 
De asemenea, el a cerut public de mai multe ori includerea țiganilor, alături de evrei, în categoria victimelor Holocaustului, avertizând că, în caz contrar, membrii etniei vor recurge chiar la proteste în stradă. El a solicitat statului german să plătească 350 milioane de mărci pentru exterminarea a 10.000 țigani în lagărele de la Auschwitz-Birkenau, afirmând că "se vorbește tot timpul de Holocaustul evreilor și țiganii sunt dați la o parte. Nu știu dacă un evreu valorează mai mult decât un țigan și invers. Toți suntem oameni (...). Este o discriminare ca țiganii să nu fie incluși în categoria victimelor Holocaustului. Atât evreii, cât și țiganii au suferit și au murit în acele lagăre de exterminare".
În ianuarie 2007, a afirmat că dorește să înființeze în acel an primul parlament al țiganilor din România .
|  | Tiganii și-au schimbat mentalitatea, adică nu mai beau, nu mai fumează, nu se mai bat, nu mai fură… au devenit oameni aproape de perfecțiune. Nu mai mergem pe problema asta ca supuși, suntem în secolul XXI. Putem vorbi de membri care aparțin de Centrul Creștin al Țiganilor, pentru că oamenii vin din plăcere, pentru că se văd ajutați. Avem circa 70 de mii de membri și cred ca simpatizanți sunt sute de mii de țiganii care sunt alături de noi. Pe când cei care nu-l au pe Dumnezeu, acolo găsești toată destrăbălarea. Sunt tabere, ca peste tot… | — Florin Cioabă |

## Clarificarea originii țiganilor
Pe fondul discriminărilor la care erau supuși cetățenii de etnie țigănească în țările Uniunii Europene, în iunie 2008, Florin Cioabă, vicepreședinte al Organizației Mondiale a Țiganilor, a anunțat că va trimite președintelui Indiei o scrisoare oficială prin care îi va cere clarificarea rădăcinilor istorice ale etniei pe care o reprezintă. La scrisoare va atașa mai multe documente printre care și o hartă care arată migrația țiganilor.
El a declarat că indienii și țiganii au tradiții asemănătoare, vorbesc aceeași limbă și portul este asemănător. Mai mult decât atât, steagul țiganilor și al indienilor seamănă ca și desen, dar diferă culorile .
„Suntem plasați de la un popor la altul, avem drepturi din ce în ce mai puține. Suntem marginalizați. (...) Dacă suntem o minoritate, trebuie să existe undeva o majoritate. De exemplu, ungurii din România au Ungaria, nemții au Germania. Țiganii trebuie să aibă o majoritate. Noi nu avem încă o recunoaștere oficială. (...) Romii se trag undeva din nordul Indiei, de la granița cu Pakistan. Din această zonă ei au emigrat spre Europa, spre Iran, Irak și o parte spre Armenia, Georgia. În Europa au intrat pe la 1100 - 1200. Avem asemănări de tradiții, de limbă și de port (cu India n.n.). De asemenea, steagul nostru are aceea roată cum este și pe steagul Indiei. Numai că la noi sunt culorile verde, că suntem liberi, și albastru, albastrul cerului .”—Florin Cioabă
Florin Cioabă a afirmat că țiganii vor de la India doar o recunoaștere formală și nu au alte pretenții financiare sau administrative, gen pământ sau cetățenie. "Nu cerem nimic altceva. Nu vrem pământ, nu vrem cetățenie, că noi  suntem cetățeni români. Dar vrem să ne cunoaștem istoria. Vrem să știm de unde ne tragem rădăcinile. Trebuie să aflăm de unde venim. E dreptul fiecărui om să își cunoască istoria adevărată, nu cum a fost pe vremea lui Ceaușescu când am învățat la școală că regimul lui a fost cel mai bun și acum ni se spune că atunci am fost mințiți, că regimul a fost rău. Trebuie să știm dacă ne tragem din India, din Egipt sau din Israel. Că doar nu suntem extratereștri" .